# ジェローム・ボナパルト
ジェローム・ボナパルト（フランス語: Jérôme Bonaparte, 1784年11月15日 - 1860年6月24日）は、ナポレオン・ボナパルトの3番目の弟（末弟）。フランスの傀儡国家ヴェストファーレン王国の国王（在位：1807年 - 1813年）。初代モンフォール公。

## 生涯

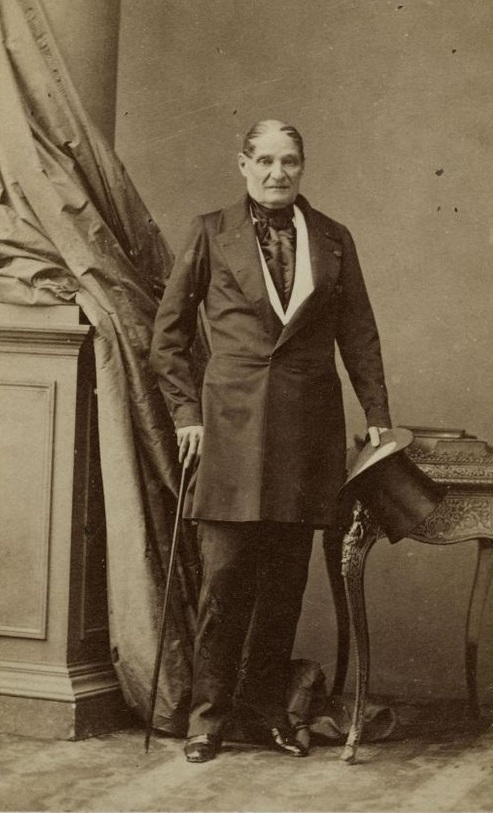
フランス第二帝政の始まった1852年頃のジェローム

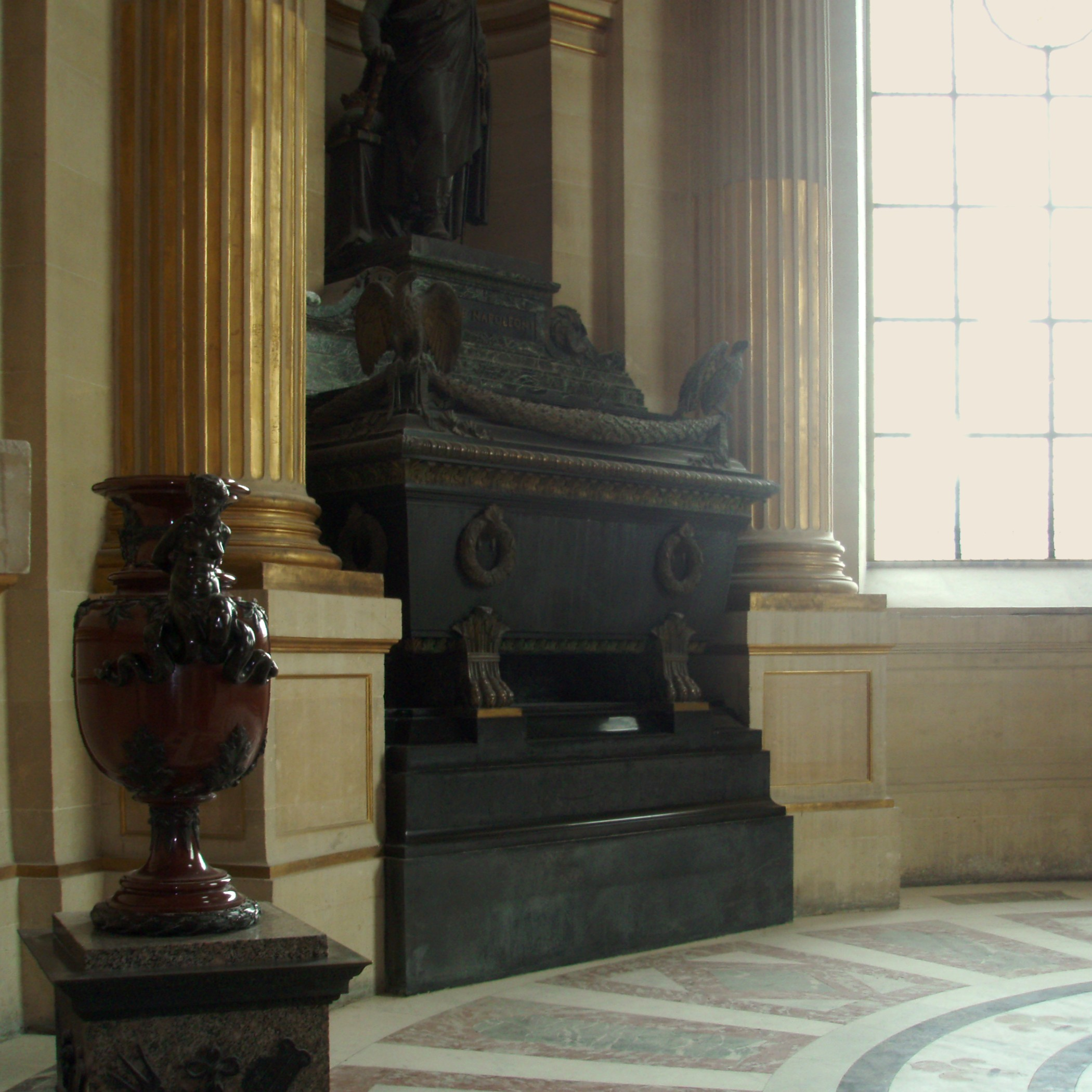
ジェロームの墓（於オテル・デ・ザンヴァリッド）

コルシカ島で生まれ、他の家族と違い金銭的に恵まれた環境で育つ。ナポレオンにかわいがられ、薦められて海軍に入隊し、マルティニーク島の海戦に遭遇する。イギリスに追われ、独立後間もないアメリカ合衆国に逃亡してそこで歓迎される。同地で富豪の令嬢エリザベス・パターソンと恋におち、周囲の反対にもかかわらず1803年に結婚し、2人の子供をもうけた。1804年にナポレオンは皇帝に即位し、ジェローム夫妻は謁見のためにフランスに赴くが、エリザベスは上陸を許されなかった。1人でパリに着いたジェロームは離婚を強要され、やむなく同意した。エリザベスは失意のまま帰国した。
その後、ヴュルテンベルク王フリードリヒ1世の娘カタリーナと政略結婚し、1808年6月6日、ティルジットの和約によってナポレオンが作ったヴェストファーレン王国の国王に即位した。その治世は、近代的な制度を取り入れたものの、フランス軍の兵站基地として国民に多大な負担をかけた。
1812年のロシア遠征が始まると自国の軍勢7万を率いて参戦したが、途中でナポレオンと対立、勝手に戦線離脱をしてしまう。1813年のライプツィヒの戦いで敗北し、王国は消滅したが、逃亡して養父に匿われた。1815年の百日天下ではワーテルローの戦いに参戦している。
ナポレオンの死後は安定した生活を送り、フランス第二帝政が成立すると政治に介入した。

## 家族
- 最初の妻、エリザベス・パターソン
  - ジェローム・ナポレオン1世（英語版）

アメリカ・ボナパルト家の男系男子は、1945年まで続いた。
- 二番目の妻カタリーナ・フォン・ヴュルテンベルク
  - ジェローム・ナポレオン・シャルル（英語版）
  - マチルド
  - ナポレオン・ジョゼフ・シャルル・ポール

ナポレオン3世の皇太子ナポレオン・ウジェーヌ（＝ナポレオン4世）の没後、ボナパルト家の家督はカタリーナとの子孫に引き継がれた。
ジェローム・ボナパルト以降の系図
|                                  |                                  |                                  |                                  |                                  |                                  |                        |                        |                           |                           |                           |                           |                                                    |                                                    |                                                    |                                                    |                                                    |                                                    |                                                   |                                                   |                                                                        |                                                                        |                                                                        |                                                                        |                                                                         |                                                                         |                                                                         |                                                                         |                                                                         |                                                                         |  |  |  |  |  |  |  |  |  |  |  |  |  |  |
|                                  |                                  |                                  |                                  | エリザベス・パターソン           | エリザベス・パターソン           | エリザベス・パターソン | エリザベス・パターソン | エリザベス・パターソン    | エリザベス・パターソン    |                           |                           | ジェローム ヴェストファーレン王 初代モンフォール公 | ジェローム ヴェストファーレン王 初代モンフォール公 | ジェローム ヴェストファーレン王 初代モンフォール公 | ジェローム ヴェストファーレン王 初代モンフォール公 | ジェローム ヴェストファーレン王 初代モンフォール公 | ジェローム ヴェストファーレン王 初代モンフォール公 |                                                   |                                                   | ヴュルテンベルク王女カタリーナ ヴェストファーレン王妃 モンフォール公妃 | ヴュルテンベルク王女カタリーナ ヴェストファーレン王妃 モンフォール公妃 | ヴュルテンベルク王女カタリーナ ヴェストファーレン王妃 モンフォール公妃 | ヴュルテンベルク王女カタリーナ ヴェストファーレン王妃 モンフォール公妃 | ヴュルテンベルク王女カタリーナ ヴェストファーレン王妃 モンフォール公妃  | ヴュルテンベルク王女カタリーナ ヴェストファーレン王妃 モンフォール公妃  |                                                                         |                                                                         |                                                                         |                                                                         |  |  |  |  |  |  |  |  |  |  |  |  |  |  |
|                                  |                                  |                                  |                                  | エリザベス・パターソン           | エリザベス・パターソン           | エリザベス・パターソン | エリザベス・パターソン | エリザベス・パターソン    | エリザベス・パターソン    |                           |                           | ジェローム ヴェストファーレン王 初代モンフォール公 | ジェローム ヴェストファーレン王 初代モンフォール公 | ジェローム ヴェストファーレン王 初代モンフォール公 | ジェローム ヴェストファーレン王 初代モンフォール公 | ジェローム ヴェストファーレン王 初代モンフォール公 | ジェローム ヴェストファーレン王 初代モンフォール公 |                                                   |                                                   | ヴュルテンベルク王女カタリーナ ヴェストファーレン王妃 モンフォール公妃 | ヴュルテンベルク王女カタリーナ ヴェストファーレン王妃 モンフォール公妃 | ヴュルテンベルク王女カタリーナ ヴェストファーレン王妃 モンフォール公妃 | ヴュルテンベルク王女カタリーナ ヴェストファーレン王妃 モンフォール公妃 | ヴュルテンベルク王女カタリーナ ヴェストファーレン王妃 モンフォール公妃  | ヴュルテンベルク王女カタリーナ ヴェストファーレン王妃 モンフォール公妃  |                                                                         |                                                                         |                                                                         |                                                                         |  |  |  |  |  |  |  |  |  |  |  |  |  |  |
|                                  |                                  |                                  |                                  |                                  |                                  |                        |                        |                           |                           |                           |                           |                                                    |                                                    |                                                    |                                                    |                                                    |                                                    |                                                   |                                                   |                                                                        |                                                                        |                                                                        |                                                                        |                                                                         |                                                                         |                                                                         |                                                                         |                                                                         |                                                                         |  |  |  |  |  |  |  |  |  |  |  |  |  |  |
|                                  |                                  |                                  |                                  |                                  |                                  |                        |                        |                           |                           |                           |                           |                                                    |                                                    |                                                    |                                                    |                                                    |                                                    |                                                   |                                                   |                                                                        |                                                                        |                                                                        |                                                                        |                                                                         |                                                                         |                                                                         |                                                                         |                                                                         |                                                                         |  |  |  |  |  |  |  |  |  |  |  |  |  |  |
| スーザン・メイ・ウィリアムズ     | スーザン・メイ・ウィリアムズ     | スーザン・メイ・ウィリアムズ     | スーザン・メイ・ウィリアムズ     | スーザン・メイ・ウィリアムズ     | スーザン・メイ・ウィリアムズ     |                        |                        | ジェローム・ナポレオン1世 | ジェローム・ナポレオン1世 | ジェローム・ナポレオン1世 | ジェローム・ナポレオン1世 | ジェローム・ナポレオン1世                          | ジェローム・ナポレオン1世                          |                                                    |                                                    | ジェローム・ナポレオン・シャルル モンフォール公子  | ジェローム・ナポレオン・シャルル モンフォール公子  | ジェローム・ナポレオン・シャルル モンフォール公子 | ジェローム・ナポレオン・シャルル モンフォール公子 | ジェローム・ナポレオン・シャルル モンフォール公子                      | ジェローム・ナポレオン・シャルル モンフォール公子                      |                                                                        |                                                                        | ナポレオン・ジョゼフ・シャルル・ポール 第2代モンフォール公              | ナポレオン・ジョゼフ・シャルル・ポール 第2代モンフォール公              | ナポレオン・ジョゼフ・シャルル・ポール 第2代モンフォール公              | ナポレオン・ジョゼフ・シャルル・ポール 第2代モンフォール公              | ナポレオン・ジョゼフ・シャルル・ポール 第2代モンフォール公              | ナポレオン・ジョゼフ・シャルル・ポール 第2代モンフォール公              |  |  |  |  |  |  |  |  |  |  |  |  |  |  |
| スーザン・メイ・ウィリアムズ     | スーザン・メイ・ウィリアムズ     | スーザン・メイ・ウィリアムズ     | スーザン・メイ・ウィリアムズ     | スーザン・メイ・ウィリアムズ     | スーザン・メイ・ウィリアムズ     |                        |                        | ジェローム・ナポレオン1世 | ジェローム・ナポレオン1世 | ジェローム・ナポレオン1世 | ジェローム・ナポレオン1世 | ジェローム・ナポレオン1世                          | ジェローム・ナポレオン1世                          |                                                    |                                                    | ジェローム・ナポレオン・シャルル モンフォール公子  | ジェローム・ナポレオン・シャルル モンフォール公子  | ジェローム・ナポレオン・シャルル モンフォール公子 | ジェローム・ナポレオン・シャルル モンフォール公子 | ジェローム・ナポレオン・シャルル モンフォール公子                      | ジェローム・ナポレオン・シャルル モンフォール公子                      |                                                                        |                                                                        | ナポレオン・ジョゼフ・シャルル・ポール 第2代モンフォール公              | ナポレオン・ジョゼフ・シャルル・ポール 第2代モンフォール公              | ナポレオン・ジョゼフ・シャルル・ポール 第2代モンフォール公              | ナポレオン・ジョゼフ・シャルル・ポール 第2代モンフォール公              | ナポレオン・ジョゼフ・シャルル・ポール 第2代モンフォール公              | ナポレオン・ジョゼフ・シャルル・ポール 第2代モンフォール公              |  |  |  |  |  |  |  |  |  |  |  |  |  |  |
|                                  |                                  |                                  |                                  |                                  |                                  |                        |                        |                           |                           |                           |                           |                                                    |                                                    |                                                    |                                                    |                                                    |                                                    |                                                   |                                                   |                                                                        |                                                                        |                                                                        |                                                                        |                                                                         |                                                                         |                                                                         |                                                                         |                                                                         |                                                                         |  |  |  |  |  |  |  |  |  |  |  |  |  |  |
|                                  |                                  |                                  |                                  |                                  |                                  |                        |                        |                           |                           |                           |                           |                                                    |                                                    |                                                    |                                                    |                                                    |                                                    |                                                   |                                                   |                                                                        |                                                                        |                                                                        |                                                                        |                                                                         |                                                                         |                                                                         |                                                                         |                                                                         |                                                                         |  |  |  |  |  |  |  |  |  |  |  |  |  |  |
| ジェローム・ナポレオン2世        | ジェローム・ナポレオン2世        | ジェローム・ナポレオン2世        | ジェローム・ナポレオン2世        | ジェローム・ナポレオン2世        | ジェローム・ナポレオン2世        |                        |                        | チャールズ・ジョゼフ      | チャールズ・ジョゼフ      | チャールズ・ジョゼフ      | チャールズ・ジョゼフ      | チャールズ・ジョゼフ                               | チャールズ・ジョゼフ                               |                                                    |                                                    |                                                    |                                                    |                                                   |                                                   |                                                                        |                                                                        |                                                                        |                                                                        | ナポレオン・ヴィクトル （⇒帝位請求者ナポレオン5世） 第3代モンフォール公 | ナポレオン・ヴィクトル （⇒帝位請求者ナポレオン5世） 第3代モンフォール公 | ナポレオン・ヴィクトル （⇒帝位請求者ナポレオン5世） 第3代モンフォール公 | ナポレオン・ヴィクトル （⇒帝位請求者ナポレオン5世） 第3代モンフォール公 | ナポレオン・ヴィクトル （⇒帝位請求者ナポレオン5世） 第3代モンフォール公 | ナポレオン・ヴィクトル （⇒帝位請求者ナポレオン5世） 第3代モンフォール公 |  |  |  |  |  |  |  |  |  |  |  |  |  |  |
| ジェローム・ナポレオン2世        | ジェローム・ナポレオン2世        | ジェローム・ナポレオン2世        | ジェローム・ナポレオン2世        | ジェローム・ナポレオン2世        | ジェローム・ナポレオン2世        |                        |                        | チャールズ・ジョゼフ      | チャールズ・ジョゼフ      | チャールズ・ジョゼフ      | チャールズ・ジョゼフ      | チャールズ・ジョゼフ                               | チャールズ・ジョゼフ                               |                                                    |                                                    |                                                    |                                                    |                                                   |                                                   |                                                                        |                                                                        |                                                                        |                                                                        | ナポレオン・ヴィクトル （⇒帝位請求者ナポレオン5世） 第3代モンフォール公 | ナポレオン・ヴィクトル （⇒帝位請求者ナポレオン5世） 第3代モンフォール公 | ナポレオン・ヴィクトル （⇒帝位請求者ナポレオン5世） 第3代モンフォール公 | ナポレオン・ヴィクトル （⇒帝位請求者ナポレオン5世） 第3代モンフォール公 | ナポレオン・ヴィクトル （⇒帝位請求者ナポレオン5世） 第3代モンフォール公 | ナポレオン・ヴィクトル （⇒帝位請求者ナポレオン5世） 第3代モンフォール公 |  |  |  |  |  |  |  |  |  |  |  |  |  |  |
| ジェローム・ナポレオン・シャルル | ジェローム・ナポレオン・シャルル | ジェローム・ナポレオン・シャルル | ジェローム・ナポレオン・シャルル | ジェローム・ナポレオン・シャルル | ジェローム・ナポレオン・シャルル |                        |                        |                           |                           |                           |                           |                                                    |                                                    |                                                    |                                                    |                                                    |                                                    |                                                   |                                                   |                                                                        |                                                                        |                                                                        |                                                                        | ルイ・ナポレオン （⇒帝位請求者ナポレオン6世） 第4代モンフォール公       | ルイ・ナポレオン （⇒帝位請求者ナポレオン6世） 第4代モンフォール公       | ルイ・ナポレオン （⇒帝位請求者ナポレオン6世） 第4代モンフォール公       | ルイ・ナポレオン （⇒帝位請求者ナポレオン6世） 第4代モンフォール公       | ルイ・ナポレオン （⇒帝位請求者ナポレオン6世） 第4代モンフォール公       | ルイ・ナポレオン （⇒帝位請求者ナポレオン6世） 第4代モンフォール公       |  |  |  |  |  |  |  |  |  |  |  |  |  |  |
| ジェローム・ナポレオン・シャルル | ジェローム・ナポレオン・シャルル | ジェローム・ナポレオン・シャルル | ジェローム・ナポレオン・シャルル | ジェローム・ナポレオン・シャルル | ジェローム・ナポレオン・シャルル |                        |                        |                           |                           |                           |                           |                                                    |                                                    |                                                    |                                                    |                                                    |                                                    |                                                   |                                                   |                                                                        |                                                                        |                                                                        |                                                                        | ルイ・ナポレオン （⇒帝位請求者ナポレオン6世） 第4代モンフォール公       | ルイ・ナポレオン （⇒帝位請求者ナポレオン6世） 第4代モンフォール公       | ルイ・ナポレオン （⇒帝位請求者ナポレオン6世） 第4代モンフォール公       | ルイ・ナポレオン （⇒帝位請求者ナポレオン6世） 第4代モンフォール公       | ルイ・ナポレオン （⇒帝位請求者ナポレオン6世） 第4代モンフォール公       | ルイ・ナポレオン （⇒帝位請求者ナポレオン6世） 第4代モンフォール公       |  |  |  |  |  |  |  |  |  |  |  |  |  |  |

## 人物
ナポレオンは兄弟たちをフリーメイソンの高位職につけており、ジェロームもウェストファーレンのグラントリアンのグランドマスターに任じられた。

## 関連作品
- 『祖国の叫び』（映画） 製作：アメリカ